# Heteromysoides dennisi
Heteromysoides dennisi är en kräftdjursart som beskrevs av Bowman 1985. Heteromysoides dennisi ingår i släktet Heteromysoides och familjen Mysidae. Inga underarter finns listade i Catalogue of Life.